# Henk Houwaart
Hendrik Houwaart, detto Henk (L'Aia, 31 agosto 1945), è un allenatore di calcio ed ex calciatore olandese, di ruolo centrocampista, tecnico del Knokke.

## Carriera

### Giocatore
A livello di club, Henk Houwaart ha giocato tra le file dell'ADO Den Haag, San Francisco Gales, Twente, Club Bruges, con cui ha vinto un campionato belga ed una coppa del Belgio, ed Anversa; in Nazionale ha giocato una sola partita, il 16 aprile 1969, a Rotterdam, contro la Cecoslovacchia.
Nel 1967, con l'ADO Den Haag nelle vesti del San Francisco Golden Gate Gales, disputa l'unica edizione del campionato dell'United Soccer Association, lega calcistica nordamericana che poteva fregiarsi del titolo di campionato di Prima Divisione su riconoscimento della FIFA, nel 1967: quell'edizione della Lega fu disputata utilizzando squadre europee e sudamericane in rappresentanza di quelle della USA, che non avevano avuto tempo di riorganizzarsi dopo la scissione che aveva dato vita al campionato concorrente della National Professional Soccer League. I Golden Gate Gales non superarono le qualificazioni per i play-off, chiudendo la stagione al secondo posto della Western Division. Houwaart fu anche il capocannoniere della squadra con nove reti realizzate.

### Allenatore
Dopo il ritiro è passato in panchina, allenando varie squadre tra Belgio, Grecia e Cipro, tra cui Cercle Bruges, Club Bruges, Omonia e Aris Limassol.

## Statistiche

### Cronologia presenze e reti in nazionale
| Cronologia completa delle presenze e delle reti in nazionale ― Paesi Bassi | Cronologia completa delle presenze e delle reti in nazionale ― Paesi Bassi | Cronologia completa delle presenze e delle reti in nazionale ― Paesi Bassi | Cronologia completa delle presenze e delle reti in nazionale ― Paesi Bassi | Cronologia completa delle presenze e delle reti in nazionale ― Paesi Bassi | Cronologia completa delle presenze e delle reti in nazionale ― Paesi Bassi | Cronologia completa delle presenze e delle reti in nazionale ― Paesi Bassi | Cronologia completa delle presenze e delle reti in nazionale ― Paesi Bassi |
| Data                                                                       | Città                                                                      | In casa                                                                    | Risultato                                                                  | Ospiti                                                                     | Competizione                                                               | Reti                                                                       | Note                                                                       |
| -------------------------------------------------------------------------- | -------------------------------------------------------------------------- | -------------------------------------------------------------------------- | -------------------------------------------------------------------------- | -------------------------------------------------------------------------- | -------------------------------------------------------------------------- | -------------------------------------------------------------------------- | -------------------------------------------------------------------------- |
| 16/4/1969                                                                  | Rotterdam                                                                  | Paesi Bassi                                                                | 2 – 0                                                                      | Cecoslovacchia                                                             | Amichevole                                                                 | -                                                                          |                                                                            |
| Totale                                                                     |                                                                            | Presenze                                                                   | 1                                                                          |                                                                            | Reti                                                                       | 0                                                                          |                                                                            |

## Palmarès

### Giocatore
- Campionato belga: 1

Club Bruges: 1972-1973
- Coppa del Belgio: 1

Club Bruges: 1969-1970

### Allenatore
- Campionato belga: 1

Club Bruges: 1987-1988
- Coppa del Belgio: 1

Club Bruges: 1985-1986
- Supercoppe del Belgio: 2

Club Bruges: 1986, 1988
- Campionato cipriota: 1

Omonia: 2000-2001
- Coppa di Cipro: 1

Omonia: 2004-2005
- Supercoppe di Cipro: 2

Omonia: 2001, 2005